# Hypsopygia glaucinalis
Pyrale glauque
Espèce
Hypsopygia glaucinalis, communément appelé la Pyrale glauque, est une espèce de lépidoptères (papillons) de la famille des Pyralidae.

## Biologie
Imagos visibles de juin à août.

## Habitats
Habitations, hangars, granges, etc.

## Plantes hôtes
Végétaux secs, nids d'oiseaux, foin, etc.

## Synonymes
- Ocrasa glaucinalis (Linnaeus, 1758)[2]
- Orthopygia glaucinalis (Linnaeus, 1758)[2]